# Pfadi Winterthur

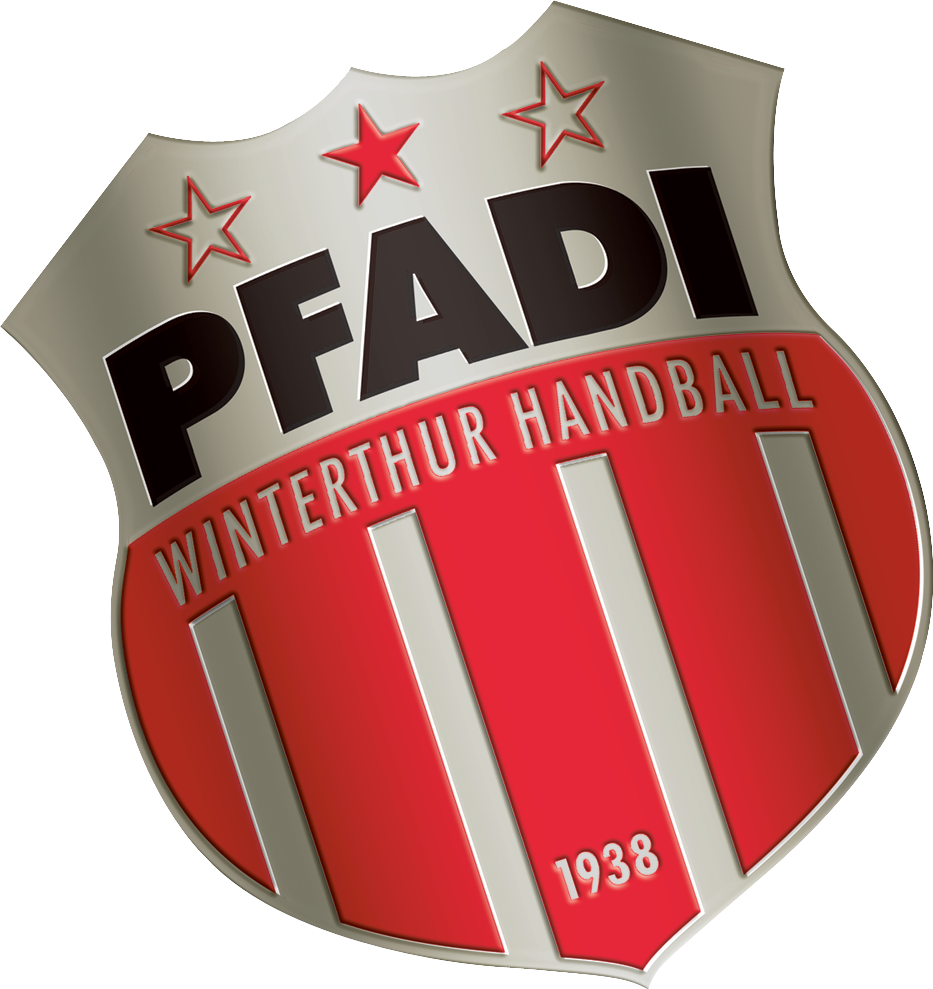
Klubbmärket.

Pfadi Winterthur är en schweizisk handbollsklubb från Winterthur, bildad 1938. Herrlaget har blivit schweiziska mästare tio gånger (senaste gången 2021).

## Meriter
- Schweiziska mästare tio gånger: 1992, 1994, 1995, 1996, 1997, 1998, 2002, 2003, 2004, 2021

## Spelare i urval
- Kang Jae-won (1992–2002)